# Patrick Bevin
Patrick Bevin (Taupo, 15 februari 1991) is een Nieuw-Zeelands voormalig wielrenner.

## Palmares
2009
 Oceanisch kampioen op de weg, Junioren
4e en 7e etappe Ronde van Southland
2010
1e en 2e etappe Tour de Vineyards
2011
8e etappe Ronde van Southland
1e etappe Tour de Vineyards
Eindklassement Tour de Vineyards
2012
1e etappe McLane Pacific Classic
Eindklassement McLane Pacific Classic
Univest GP
2014
2e en 4e etappe An Post Rás
Puntenklassement An Post Rás
 Nieuw-Zeelands kampioen criterium, Elite
2e etappe Tour de Vineyards
Eindklassement Tour de Vineyards
2015
4e etappe Herald Sun Tour
The REV Classic
2e etappe Ronde van Taiwan
Puntenklassement Ronde van Taiwan
4e etappe Ronde van Korea
2016
 Nieuw-Zeelands kampioen tijdrijden, Elite
2018
Puntenklassement Ronde van Groot-Brittannië
2019
 Nieuw-Zeelands kampioen tijdrijden, Elite
2e etappe Tour Down Under
Puntenklassement Tour Down Under
2022
7e etappe Ronde van Turkije
Eindklassement Ronde van Turkije
3e etappe Ronde van Romandië

## Resultaten in voornaamste wedstrijden
| Jaar | Ronde van Italië | Ronde van Frankrijk | Ronde van Spanje |
| ---- | ---------------- | ------------------- | ---------------- |
| 2016 |                  |                     | opgave           |
| 2017 |                  | 114e                |                  |
| 2018 |                  | opgave              |                  |
| 2019 |                  | opgave              | opgave           |
| 2020 |                  |                     |                  |
| 2021 | 48e              |                     |                  |
| 2022 |                  |                     | 75e              |
| 2023 |                  |                     |                  |
| 2024 |                  |                     |                  |

| Jaar | Milaan-San Remo | Gent-Wevelgem | Parijs-Roubaix | Amstel Gold Race |  | WK op de weg |  | Wereldranglijsten |
| ---- | --------------- | ------------- | -------------- | ---------------- |  | ------------ |  | ----------------- |
| 2016 |                 | opgave        |                |                  |  |              |  | 177e (UWT)        |
| 2017 |                 |               | buit.tijd      |                  |  | opgave       |  | 222e (UWT)        |
| 2018 |                 |               |                |                  |  | opgave       |  | 201e (UWT)        |
| 2019 |                 |               |                | opgave           |  | opgave       |  |                   |
| 2020 |                 |               |                |                  |  | opgave       |  |                   |
| 2021 |                 |               |                |                  |  |              |  |                   |
| 2022 |                 |               |                |                  |  |              |  |                   |
| 2023 |                 |               |                |                  |  |              |  |                   |
| 2024 | opgave          |               |                |                  |  |              |  |                   |

## Ploegen
- 2010 –  Bissell Pro Cycling Team (vanaf 14-5)
- 2011 –  Bissell Cycling Team
- 2012 –  Bissell Cycling Team
- 2013 –  Bissell Cycling
- 2015 –  Avanti Racing Team
- 2016 –  Cannondale-Drapac Pro Cycling Team[1]
- 2017 –  Cannondale-Drapac Pro Cycling Team
- 2018 –  BMC Racing Team
- 2019 –  CCC Team
- 2020 –  CCC Team
- 2021 –  Israel Start-Up Nation
- 2022 –  Israel-Premier Tech
- 2023 –  Team DSM
- 2024 –  Team dsm-firmenich PostNL

van Baarle · Bauer · Bettiol · Bevin · Breschel · Brown · Cardoso · Clarke · Craddock · Dombrowski · Formolo · Gaimon · Howes · King · Koren · Langeveld · Marangoni · Moser · Mullen · Navardauskas · Rolland · Skjerping · Skujiņš · Slagter · Talansky · Urán · Villella · Wippert · Woods · Zepuntke · Dibben (stagiair)
van Baarle · Bettiol · Bevin · Brown · Canty · Carthy · S. Clarke · W. Clarke · Craddock · Dombrowski · Formolo · Howes · Koren · Langeveld · Mullen · Phinney · Rolland · Scully · Skujiņš · Slagter · Talansky · Urán · Van Asbroeck · Vanmarcke · Villella · Wippert · Woods · Monk (stagiair)
Bettiol · Bevin · Bohli · Bookwalter · Caruso · De Marchi · Dennis   · Drucker · Frankiny · Gerrans · Küng · Porte · Roche · Roelandts · Rosskopf · Schär · Scotson · Teuns · Van Avermaet  · van Garderen · Van Hooydonck · Ventoso · Vliegen · Wyss
Antunes · Barta · Bernas · Bevin · Černý · ten Dam · De Marchi · Geschke · Gradek · Koch · Mareczko · Owsian · de la Parte · Pauwels · Rosskopf · Sajnok · Schär · Van Avermaet  · Van Hoecke · Van Hooydonck · Van Keirsbulck · Ventoso · Wiśniowski · Zoidl
Barta · Bevin · Černý · De la Parte · De Marchi · Geschke · Gradek · Hirt · Koch · Kotsjetkov · Mareczko · Masnada · Małecki · Paluta · Pauwels · Rosskopf · Sajnok · Schär · Trentin · Valter · Van Avermaet  · Van Hoecke · Van Hooydonck · Van Keirsbulck · Ventoso · Wiśniowski · Zakarin · Zimmermann
Barbier · Berwick · Bevin · Biermans · Boivin · Brändle · Cataford · Cimolai · De Marchi · Dowsett · Einhorn · Froome · Goldstein · Greipel · Hagen · Hermans · Hofstetter · Hollenstein · Impey · Jones vanaf 1 juli · Martin · Neilands · Niv · Piccoli · Renard · Sagiv · Vahtra · Van Asbroeck · Vanmarcke · Woods · Würtz Schmidt · Zabel
Barbier · Berwick · Bevin · Biermans · Boivin · Brändle · Cataford · Clarke · De Marchi · Dowsett · Einhorn · Froome · Fuglsang · Goldstein · Hagen · Hermans · Hollenstein · Houle · Impey · Jones · Neilands · Niv · Nizzolo · Piccoli · Sagiv (tot 3/8) · Strong · Teuns (vanaf 5/8) · Van Asbroeck · Vanmarcke · Woods · Würtz Schmidt · Zabel · Riccitello (stagiair)
Andresen · Bardet · Bevin · Bittner · Brenner · Combaud · Dainese · Degenkolb · Dinham · Edmondson · Eekhoff · Hamilton · Heinschke · Hvideberg · Leknessund · Markl · Mayrhofer · Milesi · Naberman · Onley · Poole · Rodenberg · Stork · Tusveld · van Uden · Vandenabeele · Vanhoucke (tot 14/8) · Vermaerke · Welsford
Andresen · Bardet · Barguil · Van den Berg · Bevin · Bittner · Van den Broek · Combaud · Degenkolb · Dinham · Eddy · Edmondson · Eekhoff · Hamilton · Jakobsen · Leemreize · Leijnse · Liepiņš · Märkl · Naberman · Onley · Poole · Roosen · Tusveld · van Uden · Vermaerke · Welten · Koerdt (stagiair)